# Serra do Pereiro
A Serra do Pereiro situa-se no sudeste do concelho de Sernancelhe, Distrito de Viseu e que abrange as freguesias de Cunha, Arnas e Sernancelhe e parte de Sarzedas. Tem 962 metros de altura, cota esta situada no vértice geodésico de Santo Estevão, localizado entre os limites Este, da freguesia de Sernancelhe, e Oeste, da freguesia de Arnas. Nesta serra há soutos centenários, onde se produz a Castanha dos Soutos da Lapa.